# Taenaris aruensis
Taenaris aruensis är en fjärilsart som beskrevs av Brooks 1944. Taenaris aruensis ingår i släktet Taenaris och familjen praktfjärilar. Inga underarter finns listade i Catalogue of Life.